# Şenkaya
Şenkaya là một huyện thuộc tỉnh Erzurum, Thổ Nhĩ Kỳ. Huyện có diện tích 1536 km² và dân số thời điểm năm 2007 là 22987 người, mật độ 15 người/km².